# Norrbomia niveipennis
Norrbomia niveipennis är en tvåvingeart som först beskrevs av Oswald Duda 1923.  Norrbomia niveipennis ingår i släktet Norrbomia och familjen hoppflugor.
Artens utbredningsområde är Iran. Inga underarter finns listade i Catalogue of Life.